# 생명진화사
생명진화사(生命進化史, 영어: evolutionary history of life) 또는 생명의 역사(영어: history of life)란  약 38억 년 전 최초의 생명(LUCA)이 지구상에 출현한 이후 현생 생물에 이르기까지 진화되어온 과정에 대한 역사이다. 모든 생물은 하나의 공통 조상에서부터 진화하였으며 그 결과 지금과 같은 생물 다양성을 이루게 되었다.
시생누대의 생물은 세균과 고균 같은 미생물이 주를 이루었으며 이 시기에 형성된 지층에 특유의 미생물층을 형성하였다. 약 35억년 전에 광합성을 할 수 있는 생물이 출현하였으며 약 24억년 전에 이르러 대기에 산소가 급격히 증가하는 산소 대증가 사건이 발생하게 되었다. 이와 같은 환경 변화와 더불어 진핵생물이 출현하여 물질대사에 산소를 사용하게 되었다. 세포소기관을 갖춘 초기 진핵생물의 출현은 18억 5천만년 전까지 소급되고 있으며, 늦어도 17억년 전에는 세포 분화 기능을 갖춘 다세포생물이 출현하였다.
약 4억 5천만년 전 최초의 육상 식물이 출현하였다. 약 4억 3천만년 전에는 절지동물이 동물 최초로 육지에 상륙했고, 육지 생태계 형성에 기여하였으며, 석탄기에는 날개를 가진 곤충들이 하늘을 지배했다. 페름기에 이르러 포유류의 조상을 포함한 단궁류가 출현하였다. 그러나 페름기-트라이아스기 대멸종 사건으로 인해 다수의 생물 종이 멸종하였다. 쥐라기와 백악기에는 다양한 공룡이 출현하였고, 속씨 식물은 백악기 초기인 1억 3천만년 전에서 9천만년 전 무렵 출현하였다. 속씨식물은 꽃가루를 날라주는 곤충과 함께 공진화를 거쳐 오늘날까지 번성하고 있다. 백악기 말, 새를 제외한 공룡은 K-T 대멸종기간에 멸종하였다. 그 뒤를 이어 포유류와 속씨식물 등이 크게 번성하기 시작하였다. 이와 같이 생물 진화의 역사에서 몇 차례나 반복된 대멸종은 다른 생물 종들이 진화할 수 있는 기회를 제공하기도 하였다.

인간은 약 7백만년 전 유인원과의 공통 조상에서 분화되었다.

## 같이 보기
- 진화 사상사
- 종분화
- 바이러스의 진화